# 릴럭턴트 펀더멘탈리스트
《릴럭턴트 펀더멘탈리스트》(영어: The Reluctant Fundamentalist)는 미국, 인도, 카타르에서 제작된 미라 나이르 감독의 2012년 정치 스릴러 영화이다. 리즈 아메드, 케이트 허드슨, 리에브 슈라이버 등이 출연하였다.

## 출연진
- 리즈 아메드
- 케이트 허드슨
- 리에브 슈라이버
- 키퍼 서덜랜드
- 옴 푸리
- 샤바나 아즈미
- 마틴 도너번
- 아딜 후사인
- 할루크 빌기네르
- 넬슨 엘리스
- 크리스토퍼 니컬러스 스미스
- 빅터 슬레이잭
- 클레이턴 랜디

## 기타 제작진
- 배역: 신디 톨런
- 미술: 마이클 칼린
- 세트: 리나 디앤절로, 저넷 스콧
- 의상: 아르준 바신